# 공주와 돼지
〈공주와 돼지〉(영어: The National Anthem→국가(國歌))는 영국의 SF 옴니버스 형식의 드라마 블랙 미러 시즌 1의 첫 에피소드이다. 블랙 미러를 기획했던 찰리 브루커가 각본을 맡았으며, 오토 배서스트가 감독을 맡아 2011년 11월 4일 채널 4에서 처음으로 방송되었다.
에피소드의 줄거리는 영국의 왕실 일원인 수잔나 공주가 납치를 당하였고, 유일하게 공주를 풀어줄 방법이 영국의 총리인 마이클 칼로우 (로리 키니어)가 돼지와 함께 성행위를 하는 것을 텔레비전에서 생방송으로 송출하는 것이다. 납치범을 추적하려는 정부의 지속적인 시도와 납치 등의 사건을 보도하는 뉴스, 사건에 관한 대중들의 반응이 이어지며 등장한다. 〈공주와 돼지〉는 브루커가 수 년전부터 구상하였던 아이디어로, 방송인 테리 우건이 총리 역을 맡는 형태로 영감을 받았다. 또한 드라마를 일부러 심각한 분위기가 띠도록 하였다.